# Asesinato de la reputación
El asesinato de reputación (character assassination en inglés) es un proceso deliberado y sostenido dirigido a destruir la credibilidad y reputación de una persona, institución, grupo social o nación.
Los promotores del asesinato de reputaciones para lograr sus fines emplean una combinación de métodos abiertos y encubiertos como son la formulación de acusaciones falsas, fomento de rumores y la manipulación de informaciones.

## Finalidad del asesinato de la reputación
El asesinato de reputación persigue la finalidad de anular la capacidad de influencia de la víctima, silenciar su voz y lograr su rechazo por la sociedad. Al transformar a sus víctimas en no-personas las hacen vulnerables a abusos aún más graves como pueden ser la agresión física, el encarcelamiento, la expropiación de bienes, el destierro, asesinato e incluso genocidio de todo el grupo social al que pertenecen.

## Ejemplos del asesinato de la reputación
La propaganda nazi antisemita y el Holocausto que le siguió son el ejemplo más extremo de los peligros asociados con las campañas estatales de asesinato de la reputación. Cuando un gobierno se vale de ese recurso para justificar agresiones y abusos contra sus víctimas puede considerarse a esas campañas como una forma de terrorismo estatal. Por lo general, las masacres, crímenes de lesa humanidad y genocidios son precedidos por una campaña de este corte.

## Ejemplos contemporáneos
En el siglo XXI, con el arribo de las Web 2.0 y las redes sociales virtuales, la diseminación de falsedades se realiza de modo mucho más rápido y efectivo. Los prejuicios sociales sembrados contra la víctima terminan por arraigarse gradualmente en la memoria social colectiva y las personas —en especial las nuevas generaciones— los aceptan como la historia verdadera o la biografía real.
Con el paso del tiempo, las percepciones falsas que fueron deliberadamente fabricadas y difundidas por diversos medios de comunicación pueden ser incluso incorporadas a los sistemas de educación, y se convierten en parte de la historia oficial que se acepta socialmente y resultan entonces difíciles de revertir.